# 아이자와 민트
아이자와 민트 (한국명: 주민트/하민트)는 베리베리 뮤우뮤우의 등장인물이다. 애니메이션에서 목소리를 연기한 성우는 일본판은 카카즈 유미과 히나타 미라이이고 한국판은 배정미과 김하루이다.

## 개요
만화 《베리베리 뮤우뮤우》의 등장인물. 국내명은 구작에선 주민트 신작에서는 하민트 영문판 이름은 코리나 벅스워스(Corina Bucksworth).
이미지 컬러는 하늘색. 특기는 발레·일본 무용·서도·주판·피아노. 좋아하는 음식은 프랑스 요리·개인 고용 셰프의 요리·스콘·개인 고용 파티시에의 과자. 지금 가지고 싶은 것은 저택가의 딸에 어울리는 실력과 재능. 이름의 유래는 민트(박하).

## 특징
이치고가 찾아낸 2번째 동료(원작과 TV판에서 2번째로 합류)로 부잣집 재벌가 영애. 그러나 우아해 보이는 이미지와는 반대로 다소 거친 말투(이치고가 말하길 꽤 거친 말투)와 고압적이고 까탈스러워보이는 성격을 가졌다. 게다가 귀하게 자라서 그런지 카페 내에서는 다른 멤버들은 일을 하는 반면에 대조적으로 언제나 농땡이를 피우기만 한다. 이때문에 평소에 이치고와 티격태격하기도 한다.
이것만 보면 상당히 철이 없어 보이나, 실은 다정하고 의리가 강한 면모가 있다. 처음에는 이치고를 별로 좋아하지 않았으나 시간이 지날수록 이치고를 동료로서 진심으로 받아들이고 소중히 여기고 있다. 그러나 워낙에 솔직하지 못한 성격이라 보통은 잘 진심을 표현하지 않는 전형적인 츤데레. 발레를 전공하고 있고 공연 때 주역을 맡을 정도로 실력이 좋다. 애니판 변신 때도 발레 동작이 사용되었다. 게다가 열렬한 후지와라 자쿠로의 광팬인지라 그녀가 다섯 번째 멤버라는 사실을 알고 매우 기뻐하게 된다. 또한 가끔가다가 작중에서 자쿠로를 볼때마다 헤벌레한 모습을 보이기도 한다. 원작에서는 외동딸로 나오지만 애니판에서는 오빠가 있다는 설정이 되었다. 일본판 한정으로 존댓말을 사용한다. 리메이크작의 더빙판에서는 일본판과 똑같이 존댓말을 사용하게 되었다.
그리고 자신이 키우는 강아지를 무지 아끼며 좋아한다. 이 강아지의 이름은 미키로, 포메라니안. 한번 키메라 애니마가 된 적이 있고, 자쿠로가 교육 시키기 위해서 민트에게 공격하던 도중 미키를 공격하려고 하자 몸을 날려서 구하고 아무리 자신이 좋아하는 자쿠로라도 건들 수 없다고 한다. 어쩌면 미키는 자쿠로랑 연극한 걸 수도 있다. 에피소드 마지막에 대화하는 듯한 묘사가 나온다. 자쿠로는 늑대 유전자가 들어갔는데 미키가 속한 개와는 외형만 달라졌을 뿐 사실상 거의 같은 종이기 때문에 말이 통한 걸지도.
청소년이라는 적지 않은 나이임에도 불구하고 키가 150cm가 안 된다. 신기하게도 이 부분을 비판하는 팬은 없으며 방영 당시 부잣집 아가씨+발레리나+츤데레 속성이 여자애들의 우상 속성들이라 주인공인 이치고, 쿨뷰티 연예인인 자쿠로와 함께 인기가 많았다.
주역 5명 중 유일하게 포유류가 아닌 조류의 DNA를 받았다.
신작에서는 이치고보다 가장 먼저 뮤우로서 합류한 변신 상태로 등장했으며, 이에 따라 캐릭터성도 상당히 역변하며 츤데레 속성이 사라졌다.